# Sven Höglund
Sven Gustaf Alvar Höglund (Vendel, Comtat d'Uppsala, 23 d'octubre de 1910 - Upplands Väsby, Comtat d'Estocolm, 21 d'agost de 1995) va ser un ciclista suec que va córrer durant els anys 30 del segle xx.
Va prendre part en els Jocs Olímpics de Los Angeles de 1932, en què va guanyar una medalla de bronze en la contrarellotge per equips, formant equip amb Arne Berg i Bernhard Britz. En la contrarellotge individual finalitzà el vuitè.
Posteriorment destaca el campionat nacional de contrarellotge de 1936.

## Palmarès
- 1932
  -  Medalla de bronze als Jocs Olímpics de Los Angeles en la contrarellotge per equips
- 1933
  - 1r a la Nordisk Mesterskab, classificació per equips (amb Bernhard Britz, Folke Nilsson i Gustaf Svensson)
- 1935
  -  Campió de Suècia de contrarellotge per equips (amb Berndt Carlsson i Ingvar Ericsson)
- 1936
  -  Campió de Suècia de contrarellotge
  -  Campió de Suècia de contrarellotge per equips (amb Sture Stenbeck i Ingvar Ericsson)